# سیارک ۱۱۹۵
سیارک ۱۱۹۵ (به انگلیسی: 1195 Orangia، نامگذاری:1931KD) هزار و صد و نود و پنجمین سیارک کشف شده‌است که در ۲۴ مه ۱۹۳۱ کشف شد.
قدر مطلق سیارک برابر ۱۳٫۷۰ است.